# Resolutie 296 Veiligheidsraad Verenigde Naties
Resolutie 296 van de Veiligheidsraad van de Verenigde Naties werd op 18 augustus 1971 met unanimiteit van stemmen aangenomen en beval Bahrein aan voor VN-lidmaatschap.

## Inhoud
De Veiligheidsraad had de aanvraag van de Bahrein voor lidmaatschap van de Verenigde Naties bestudeerd. De Veiligheidsraad verwelkomde de aanvraag van Bahrein en beval de Algemene Vergadering aan om aan Bahrein het VN-lidmaatschap toe te kennen.

## Verwante resoluties
- Resolutie 287 Veiligheidsraad Verenigde Naties (Fiji)
- Resolutie 292 Veiligheidsraad Verenigde Naties (Bhutan)
- Resolutie 297 Veiligheidsraad Verenigde Naties (Qatar)
- Resolutie 299 Veiligheidsraad Verenigde Naties (Oman)

Lijst ·  292 ·  293 ·  294 ·  295 ·  296 ·  297 ·  298 ·  299 ·  300 ·  301 ·  302 ·  303 ·  304 ·  305 ·  306 ·  307